# Педро де Вальдивія
Педро де Вальдивія (ісп. Pedro de Valdivia, близько 1500 — 1 січня 1554) — іспанський конкістадор та перший королівський губернатор Чилі. Він заснував багато міст на підпорядкованій йому території, включаючи Сантьяго, Консепсьйон і Вальдивію.

## Біографія

### Ранні роки
Педро де Вальдивія ймовірно народився в іспанському місті Бадахос в сім'ї ідальго біля 1500 року. У 1520—1521 роках він воював в Армії Карла V у Фландрії, а після до 1525 року — в Італії. Після європейських воєн переїхав до Південної Америки, де був активним учасником завойовних походів під командуванням Франсиско Пісарро в Перу (1532—1536) і Дієго де Альмагро в Чилі (1535—1537). У 1535 році також воював на території сучасною Венесуели в загоні Хуана Фернандеса де Алдерете.

### Губернаторство

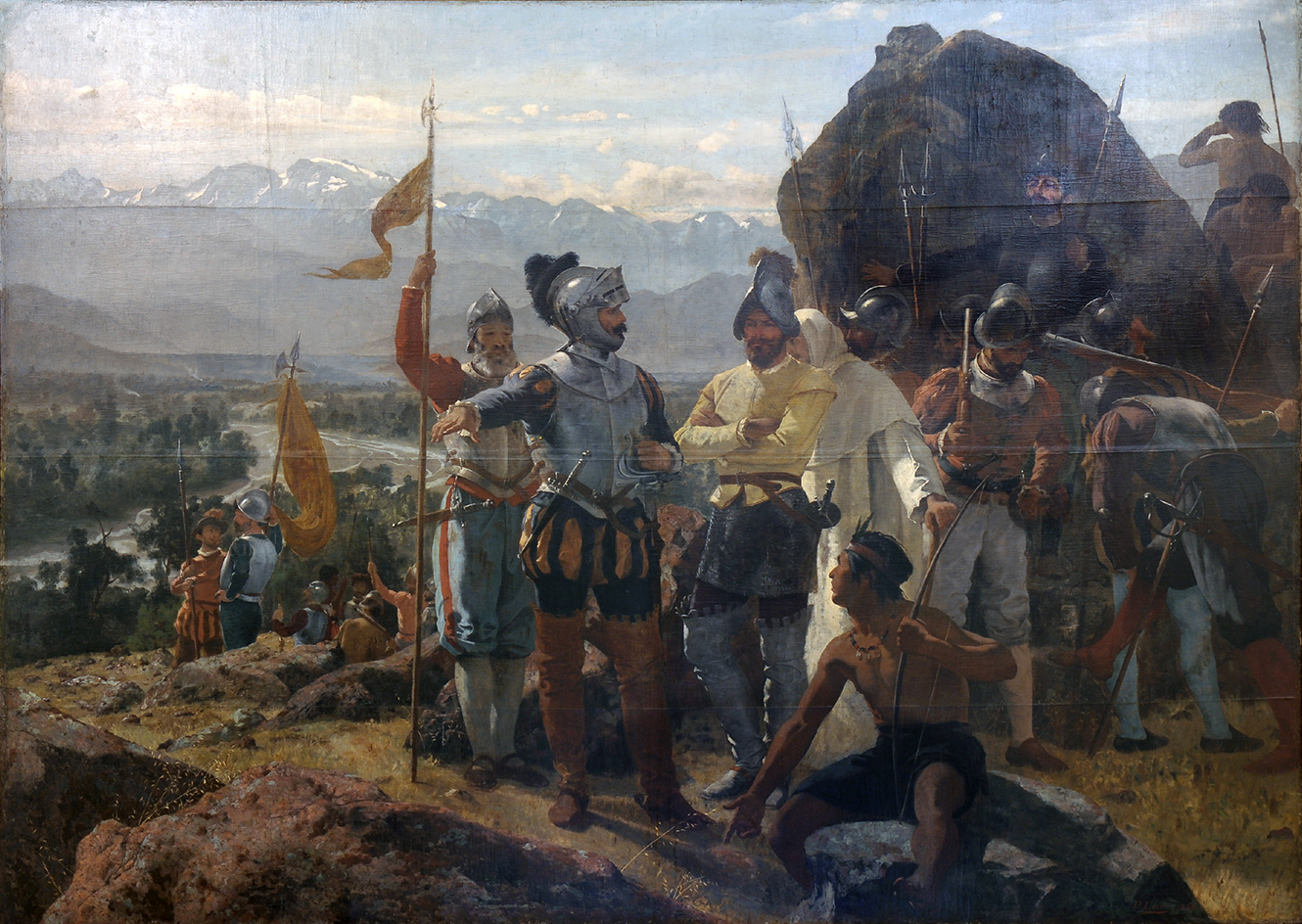
Педро де Вальдивія засновує Сантьяго

У 1540 році Педро де Вальдивія був призначений першим губернатором іспанської колонії Чилі, підпорядкованій на той час віце-королівству Перу. Цей пост, з невеликою перервою в 1548 році, він займав до грудня 1553 року.
На своєму посту де Вальдивія заснував на підконтрольній території такі міста, як нинішня столиця Чилі Сантьяго (1541), Ла-Серена (1544), Консепсьйон (1550), Ла-Імперіал (1551), Вальдивія (1552), а також багато інших поселень. У роки його правління територія Чилі тягнулася від півдню пустелі Атакама до Вальдивії і острова Чилое.
Проте, розширення земель супроводжувалося безліччю зіткнень з індіанцями. Полонених ворогів за наказом Вальдивії часто страчували.

### Смерть

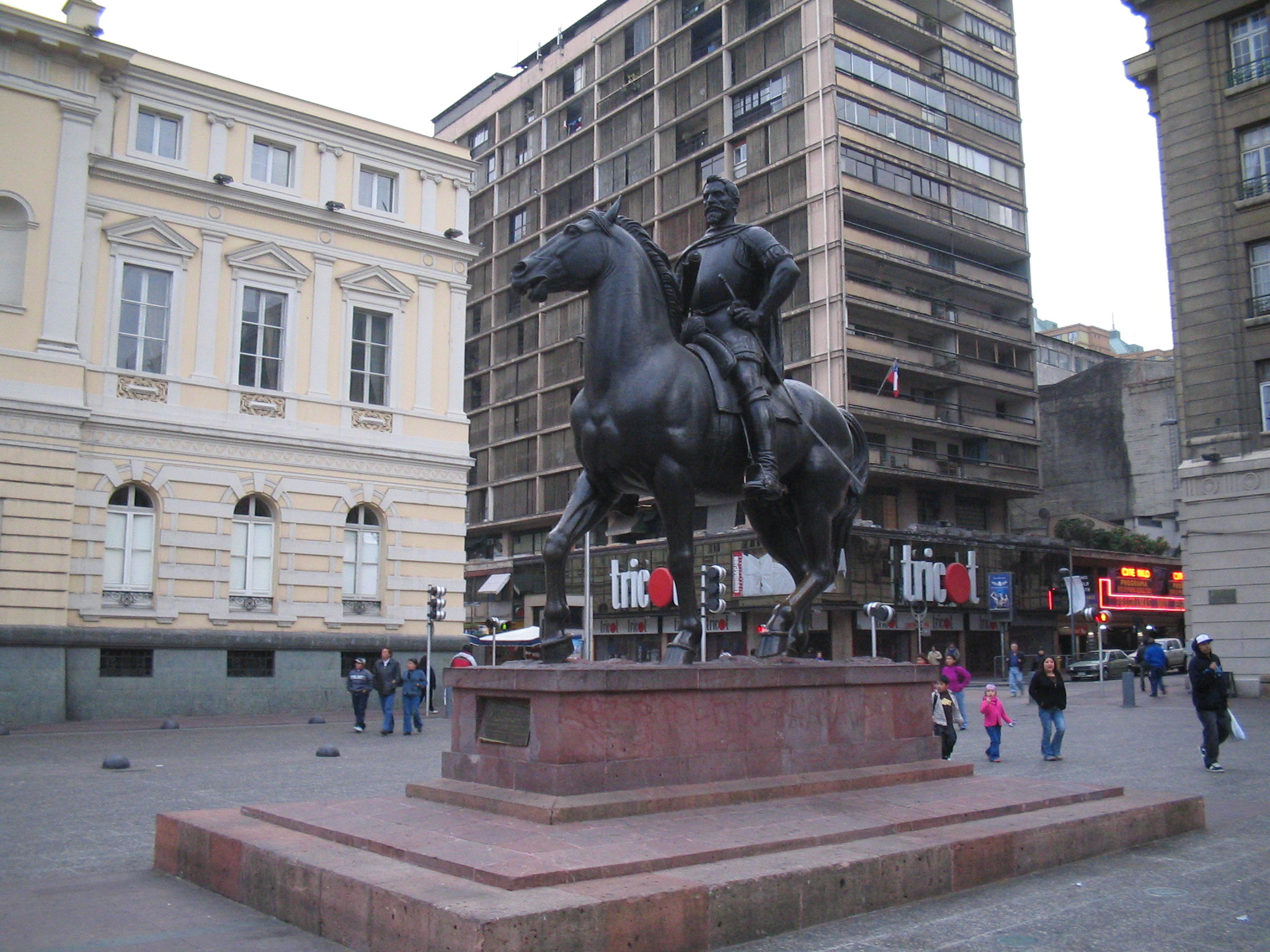
Пам'ятник Педро де Вальдивії в Сантьяго

На початку 1550-тих років, просунувшись далеко на південь, загострилися зіткнення з індіанцями-мапуче (арауканами). Почався новий виток Арауканскої війни. У грудні 1553 року в битві при Тукапелі Педро де Вальдивія потрапив у полон. Незважаючи на його обіцянки віддати індіанцям усі землі в обмін на свободу, вони стратили губернатора. За поширеною версією, вони роздягнули його догола, примусили їсти золотий пісок або пити розплавлене золото, після чого відрізали йому кінцівки і голову.